# Cmentarz rzymskokatolicki w Rudzie Pabianickiej
Cmentarz rzymskokatolicki w Rudzie Pabianickiej, także cmentarz Łódź-Ruda, także cmentarz rzymskokatolicki parafii Świętego Józefa Oblubieńca Najświętszej Maryi Panny w Łodzi – cmentarz w Łodzi. Znajduje się w dzielnicy Górna, na osiedlu Ruda Pabianicka, przy ul. Mierzejowej 1.

## Historia
Według kroniki parafialnej teren przyszłego cmentarza należał do 24 sierpnia 1917 do Karola i Marii Freitag. Potrzeba wybudowania nowego cmentarza wynikała prawdopodobnie z zapełnienia dotychczasowego, znajdującego się prawdopodobnie przy ul. Krzywej.
Tego dnia został sprzedany parafii św. Józefa. Na cmentarzu oprócz nowych nagrobków mieszkańców Łodzi znajdują się również groby należące do dawnych mieszkańców miasta Ruda Pabianicka, w tym m.in. nagrobki rodziny Kiorhassan, ułana I Brygady Legionów, kawalera Orderu Virtuti Militari – Józefa Szostaka, działacza ruchu oporu – Władysława Zdzisława Gołaszewskiego, sióstr bernardynek, a także architekta Witolda Millo.
Na cmentarzu w 1917 powstał kamienny pomnik zwieńczony krzyżem. Na pomniku znajduje się napis: „1817 15/X 1917 Nieśmiertelnemu Wodzowi Narodu Tadeuszowi Kościuszce i Bartoszowi Głowackiemu Dzielnemu Chłopu Obrońcy Ojczyzny Rodacy”.